# Estadio Jardines del Hipódromo María Mincheff de Lazaroff
El Estadio Jardines del Hipódromo María Mincheff de Lazaroff, popularmente conocido como Jardines del Hipódromo, es un estadio de fútbol propiedad del Danubio Fútbol Club. El estadio se ubica en Montevideo, Uruguay, en el barrio Jardines del Hipódromo, sobre la Avenida Dr. Carlos Nery, confluyendo a ese sitio también la Avenida Acrópolis y las calles Albania, Viena, Zúrich y David Chiossoni.
Es el primer estadio del Uruguay en llevar el nombre de una mujer, luego que, en mayo de 2017, los socios del club votaron agregarle al estadio el nombre de María Mincheff de Lazaroff, madre de Miguel y Juan Lazaroff, cofundadores del club.
 

Ha estado en constante renovación desde el año 1997. Cuenta con capacidad para 18.000 personas sentadas, aunque en partidos de "alto riesgo", por motivos de seguridad solamente se habilitan 10 000 entradas

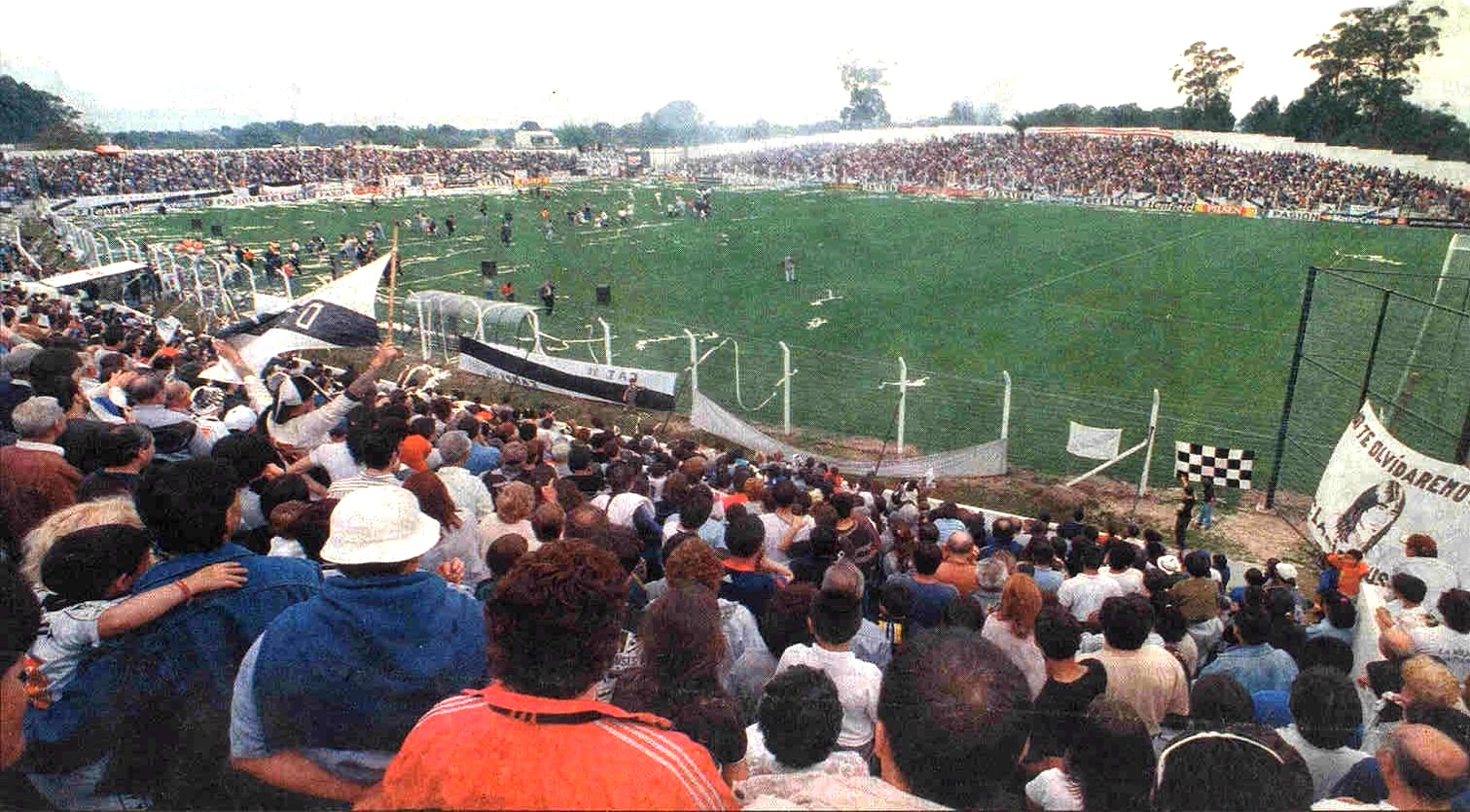
El Estadio Jardines del Hipódromo María Mincheff de Lazaroff el día de su reinauguración.

## Historia
Fue inaugurado en 1957, y está ubicado en un barrio de la ciudad de Montevideo, del que toma su nombre: barrio Jardines del Hipódromo, un barrio al noreste de la ciudad donde antes había una plaza central a ese barrio-jardín. La obra, cuyos planos fueron confeccionados honorariamente por el Arq. Luis A. Torres, con la colaboración del Arq. Juan A. Gazzano ha pasado por varias etapas de renovación y restructura. En mayo de 2017, los socios de Danubio votaron agregarle al estadio el nombre de María Mincheff de Lazaroff, madre de Miguel y Juan Lazaroff, cofundadores del club.
43 años más tarde, se logró completar "Jardines" construyéndose la tribuna lateral faltante, realizada de hormigón armado y con una capacidad de 4500 personas sentadas. Además, se re-hizo íntegramente la cancha, incorporando un sistema de drenajes y riego subterráneo y colocándole un vallado perimetral al escenario. El costo de las obras fue de aproximadamente US$ 350 mil. El festejo de reinauguración, el 22 de octubre del año 2000, contó con el partido correspondiente a la 11.ª fecha del Clausura de ese año, entre Danubio y el club Juventud. Los fundadores del Club, Juan Lazaroff y Armando Olivera, dieron el puntapié inicial del encuentro que terminó empatado a 1.
En el año 2006 y con el fin de acondicionar el estadio para poder jugar allí torneos internacionales, se rehízo la construcción civil y la eléctrica, se construyeron a nuevo el vestuario local, el visitante y el que corresponde a los jueces, se hicieron nuevas cabinas de prensa y se reformó el Palco Oficial con nuevos sanitarios. Los arquitectos Fernando De Pablo y José Luis Mazzeo confeccionaron honorariamente los planos de la obra y se encargaron de dirigir la obra conjuntamente. Una de las características más peculiares de este estadio, es que a pesar de las reformas y avances que ha sufrido con el correr de los tiempos, aún conserva una palmera natural en este estadio.

### Partidos internacionales
El escenario Danubiano albergo en 1997 un partido de Octavos de final de la extinta Copa Conmebol, en un enfrentamiento   Clásico de los medianos Danubio vs Defensor Sporting, el cual terminaría con victoria 3:2 del conjunto locatario
SI bien el escenario de la franja no cuenta actualmente con red de iluminación lumínica, para poder albergar partidos por competiciones Internacionales, el club ha realizado en los últimos años otras mejoras en su infraestructura con el objetivo de poder estar habilitado para disputar estos partidos futuramente. 
Copa Conmebol 1997
| 3 de septiembre de 1997 | Danubio                                 | 3:2 (1:1) | Defensor Sporting           | Estadio Jardines del Hipódromo, Montevideo |                          |
|                         | Madrid 37' (pen.), 77' · Migliónico 54' |           | Abreu 31' · J. Da Silva 47' | Árbitro(s): Saúl Feldman                   | Árbitro(s): Saúl Feldman |

## Ficción
El escenario danubiano ha sido parte de varios comerciales televisivos, además gran parte de la película uruguaya Mi mundial está ambientada en este escenario. 